# Bacolod (Lanao del Norte)
Bacolod ist eine philippinische Stadtgemeinde in der Provinz Lanao del Norte. Sie hat 23.034 Einwohner (Zensus 1. August 2015).

## Baranggays
Bacolod ist administrativ in 16 Baranggays unterteilt.
| - Alegria - Babalaya - Babalayan Townsite - Binuni - Demologan - Dimarao - Esperanza - Kahayag | - Liangan East - Punod (Maliwanag) - Mati - Minaulon - Pagayawan - Poblacion Bacolod - Rupagan - Delabayan West |